# Varta-Führer
Der Varta-Führer gehört zu den wenigen unabhängigen Hotel- und Restaurantführern in Deutschland. 1957 hatte die Buchausgabe Premiere, sie war die erste dieser Art für Deutschland. 
Die Buchausgabe Der Varta-Führer 2025 hat Bewertungen für 4000 Hotels und Restaurants. Mit der Höchstbewertung 5 Varta-Diamanten sind 24 Hotels und 12 Restaurants ausgezeichnet worden.

## Die Varta-Bewertung
Der Varta-Führer wird von der Redaktion des Varta-Führers in Ostfildern herausgegeben. Der Varta-Führer beschäftigt sich nicht ausschließlich mit Spitzengastronomie und -Hotellerie. Er versteht sich eigenen Angaben zufolge als nützliches Nachschlagewerk für Hotels und Restaurants und unterstützt die Einsparung von Kosten durch genaue Informationen im geschäftlichen wie im privaten Bereich.
Die Prüfer sind fest angestellte Küchenmeister und Hotelbetriebswirte mit Berufserfahrung in leitenden Positionen der gehobenen Gastronomie und Hotellerie. Die Prüfungen werden in den betreffenden Betrieben anonym von mehreren Testern durchgeführt. In herausragenden Fällen wird die Prüfung mit zusätzlichen Testern durchgeführt, und in Zweifelsfällen, wie bestehender Uneinigkeit unter den Testern, findet eine neue Prüfung statt. Gründe für eine Nachprüfung erlangter Testergebnisse durch andere Prüfer sind zum Beispiel Abwertungen zuvor hoch bewerteter Betriebe, oder nicht völlig zweifelsfreie Urteile in Spitzenbetrieben des Gastgewerbes. Die Redaktion kann eine Abwertung unterlassen und den betreffenden Betrieb nicht mehr in den Führer aufnehmen. Das kann vorkommen, wenn sich ein abwertendes Urteil auf Häuser auswirken würde, die mit dem getesteten Unternehmen eng verbunden und gut bewertet sind.
Die Auswahl der zu prüfenden Betriebe erfolgt heute durch die Redaktion, die sich dabei an vorangegangenen Ausgaben und an Veröffentlichungen der Tageszeitungen und der Fachpresse orientiert. Auch Hinweise aus dem Leserkreis werden beachtet. Hotels und Restaurants können sich um eine Aufnahme in den Varta-Führer bewerben, aber die Aufnahme in den Führer oder die Bewertung nicht weiter beeinflussen.
Im Gegensatz zur ersten Ausgabe des Varta-Führers von 1957, in dem ausschließlich Werbeanzeigen für Varta veröffentlicht wurden, erscheinen seit langem in der gedruckten Ausgabe Werbeanzeigen anderer Unternehmen. Für die Internet-Ausgabe wird Bannerwerbung angeboten. Der Verlag stellt auch gegenüber den Anzeigenkunden klar: „Der redaktionelle Inhalt eines Werkes, so auch redaktionelle Bewertungen, sind unabhängig von den geschalteten Insertionen.“

## Symbol-Skala
Im Varta-Führer werden die empfohlenen Hotels & Restaurants mit Hilfe einer Symbol-Skala von einem bis fünf Varta-Diamanten in fünf Qualitätsklassen eingeteilt.
Die ursprüngliche Varta-Symbolik nutzte ein Giebel-Motiv:
- fünf Giebel: Luxus-Hotel
- vier Giebel: Hotel mit großem Komfort
- drei Giebel: Hotel mit mittlerem Komfort
- zwei Giebel: Hotel oder Gasthaus mit gutbürgerlicher Küche
- ein Giebel: Hotel oder Gasthaus mit kleiner Küche

Zwischenzeitlich wurde die Bewertungssymbole und die Anzahl der Kategorien wiederholt geändert, so gab es um die Jahrtausendwende maximal drei Kronen für Hotels und drei Kochmützen für Restaurants. 2007 wurde die Symbol-Skala zum letzten Mal neu definiert. Die Hotels und Restaurants in Deutschland werden seitdem mit 1 bis 5 Diamanten eingestuft. Zudem wird der sogenannte Varta-Tipp für außergewöhnliche Leistungen in den Kategorien Küche, Service und Ambiente verliehen.
- fünf Varta-Diamanten: Luxuriöses Flair, erstklassiger Service und außergewöhnliche Küchenleistung
- vier Varta-Diamanten: Qualitativ anspruchsvolle und kreative Gerichte, erlesene Weinauswahl, aufwändige Restaurantausstattung
- drei Varta-Diamanten: Stilvolle Tischkultur, hochwertiges Ambiente sowie hervorragendes Speise- und Getränkeangebot
- zwei Varta-Diamanten: Sehr gute Küche, freundlicher Service, gepflegter Rahmen
- ein Varta-Diamant: Überdurchschnittlich gutes Angebot, freundliche Atmosphäre

## Geschichte
Die erste Ausgabe des Varta-Führers erschien im Oktober 1957 in Mairs Geographischem Verlag, die ersten Auflagen noch mit dem Hinweis „im Auftrag der Varta Accumulatoren-Fabrik, Frankfurt“. Der Hotel- und Restaurantführer war seinerzeit in Deutschland ohne Wettbewerber, erst 1964 erschien der erste Guide Michelin für Deutschland seit mehr als 50 Jahren. Die Marktlücke war dadurch bedingt, dass die Herausgabe eines derartigen Werks von Seiten der Verleger als zu aufwendig und zu riskant betrachtet wurde.
Die Werbeleitung der Frankfurter Accumulatoren-Fabrik wollte, dem Vorbild des Guide Michelin folgend, als Werbemaßnahme einen Hotel- und Restaurantführer herausgeben. Ihrer Einschätzung zufolge würden die Leser die mit dem Titel des Führers verbundene Werbung zugunsten eines zuverlässigen Nachschlagewerks zu einem günstigen Preis in Kauf nehmen.
Die erste Auflage von 1957 bewertete 11.600 Hotels und 1400 Restaurants in 3850 alphabetisch aufgeführten Orten. Noch Anfang der 1960er Jahre beschäftigte der Varta-Führer nur einen reisenden Hotelprüfer, die Berichte stützten sich in erheblichem Maß auf die auf Dienstreisen gewonnenen Eindrücke von 125 Mitarbeitern der Quandt-Gruppe, zu der die Varta AG gehörte. Die beteiligten Mitarbeiter erhielten für ihre Berichte Mitarbeiterprämien von bis zu 500 D-Mark jährlich.
In den folgenden Jahren wurden zunehmend professionelle Tester beschäftigt, deren Prüfberichte bilden heute die Grundlage des Werks. Seit 1996 unterhält der Varta-Führer eine Internet-Präsenz, die im Herbst 2012 zur Frankfurter Buchmesse herausgegebene 56. Ausgabe des Varta-Führers erschien in überarbeitetem Design, und erstmals auch als E-Book.

## Musterprozess zu Hotelführern
1973 klagten Peter Schoenthal und Karl-Heinz Schaefer, seinerzeit Inhaber des Wiesbadener Hotels „Schwarzer Bock“, gegen die Herausgeber des „Varta-Führers“. In dem Musterprozess wies das Oberlandesgericht Frankfurt Schoenthals Berufung gegen das Urteil des Landgerichts Wiesbaden 1974 zurück. Der Grund für den Rechtsstreit war eine Herabsetzung vom „Luxus-Hotel“ zum „Hotel mit großem Komfort“ in der Ausgabe 1973/74 des Varta-Führers.
Vom Kläger wurde die Objektivität der Wertung bei rund 14.000 bewerteten Hotels und Restaurants in Frage gestellt sowie eine Verletzung seiner Persönlichkeitsrechte beanstandet. Das Oberlandesgericht Frankfurt hielt dem Kläger in seiner Begründung für die Abweisung der Berufung entgegen, dass wer in einen öffentlichen Leistungswettbewerb trete, sich die öffentliche Beurteilung seiner Leistungen gefallen lassen müsse. Varta könne weder gezwungen werden, nachträglich Luxus zu bescheinigen, noch den „Schwarzen Bock“ ganz aus der Liste der Wiesbadener Hotels zu streichen. Die Inspektoren müssten ihre Einstufung auch nicht begründen.